# Lijst van beschermd erfgoed in Mont-Saint-Guibert
Onderstaande tabel geeft een overzicht van de beschermde erfgoederen in de gemeente Mont-Saint-Guibert. Het beschermd erfgoed maakt deel uit van het cultureel erfgoed in België.
| Object                                                                        | Bouwjaar/architect | Deelgemeente | Adres | Coördinaten                   | Nummer?                | Afbeelding                                                                    |
| ----------------------------------------------------------------------------- | ------------------ | ------------ | ----- | ----------------------------- | ---------------------- | ----------------------------------------------------------------------------- |
| Ensemble van Kasteel van Bierbais, oude donjon, kapel en omliggende terreinen |                    |              |       | 50° 37' 58" NB, 4° 36' 41" OL | 25068-CLT-0002-01 Info | Ensemble van Kasteel van Bierbais, oude donjon, kapel en omliggende terreinen |